# آلیشیا بویل
آلیشیا لوئیزا لتیتیا بویل RBA, RHA, RUA (۱ اوت ۱۹۰۸–۱۱ ژانویه ۱۹۹۷) یک هنرمند آبستره دریایی و منظره ایرلندی بود.

## سنین جوانی و تحصیل
آلیشیا بویل در ۱ اوت ۱۹۰۸ در خانواده برودنل پی بویل، مهندس و همسرش برنی در بانکوک، سیام متولد شد. بویل دو برادر داشت. او در لیماوادی در ایرلند شمالی بزرگ شد و در سن ده سالگی به همراه خانواده اش به لندن، انگلستان نقل مکان کرد. بویل در دو سالگی به وبا مبتلا شد.
بویل از پنج سالگی شروع به نقاشی کرد. والدینش او را تشویق کردند که در اطراف لیماوادی و ماگیلیگان نقاشی کند. مادرش همچنین او را با آثار نمایشنامه نویسانی مانند ویلیام شکسپیر، سین اوکیسی و جرج برنارد شاو آشنا کرد. آنها با هم در تئاتر و نمایشگاه‌های هنری شرکت کردند. وقتی مادرش فوت کرد و پدرش دوباره ازدواج کرد، بویل احساس کرد که نمی‌تواند در خانه خانواده بماند و آنجا را ترک کرد تا در تختخواب زندگی کند.
بویل در سن هفده سالگی در یک دوره تربیت معلم در مدرسه آموزش هنر کلافام ثبت نام کرد و در آنجا به مدت چهار سال تحصیل کرد. بویل از سال ۱۹۲۹ تا ۱۹۳۴ به مدرسه طراحی و نقاشی بیام شاو رفت و در آنجا طراحی، نقاشی و تزئینات دیواری زیر نظر ارنست جکسون آموخت. بویل یک دانش آموز برنده جایزه بود که در حین تحصیل در بیام دو بورسیه تحصیلی گرفت.

## حرفه
کارهای اولیه بویل تحت تأثیر ماتیس، پیکاسو، گویا و هوکوسای بود. بویل پس از تماشای آثار هوکوسای در موزه بریتانیا و همچنین با حضور در نمایشگاه چینی در آکادمی سلطنتی هنر، شروع به طراحی با قلم و جوهر کرد. او به خوشنویسی علاقه‌مند شد و قلاب‌های خود را آماده کرد، تمرینی که قرار بود در طول زندگی خود ادامه دهد. در سال ۱۹۳۲ نقاشی بویل به نام همسر لوت در نمایشگاه سالانه آکادمی سلطنتی هنر به نمایش گذاشته شد. او دو سال بعد برنده یک کمیسیون برای ساختن نقاشی دیواری برای خانه پرستار در بیمارستان کودکان بیمار گریت اورموند استریت شد که دیگر موجود نیست.
در سال ۱۹۳۹ بویل به عنوان یک هنرمند دعوت شده در مدرسه هنرهای زیبا به میکونوس در جزایر دریای اژه سفر کرد. آثار حاصل در نمایشگاهی در آتن به نمایش گذاشته شد که هزینه یک اکسپدیشن نقاشی دوماهه به ایتالیا را پیش از بازگشت او به انگلستان قبل از شروع جنگ جهانی دوم تأمین کرد. یکی از مهم‌ترین نقاشی‌های اولیه او، نقد فاشیسم با عنوان ماشین‌های یادگیری در سال ۱۹۸۳.
بویل در ژانویه ۱۹۴۰ به عنوان معلم پاره وقت در دبیرستان دخترانه نورث همپتون منصوب شد. در این مدت بویل صحنه‌هایی را برای باله‌ها و نمایشنامه‌های تولستوی، شاو و شکسپیر طراحی کرد او بعداً پستی را در کالج هنر نورث همپتون به دست آورد که در آن بازیگر جاناتان آدامز در میان بسیاری از دانشجویانش قرار گرفت. بویل بعداً به عنوان یک مدرس مدعو در کالج وست ساسکس و مدرسه هنر فارنهام مشغول به کار شد.
بویل در سال ۱۹۴۴ شروع به نمایشگاه در گالری لستر لندن کرد. او قرار بود بیش از ربع قرن سالانه در نمایشگاه به نمایش بگذارد. بویل اولین نمایشگاه انفرادی خود را در گالری پیتر جونز لندن در سال ۱۹۴۵ برگزار کرد که به او این فرصت را داد که ساعات تدریس خود را کاهش دهد. با نزدیک شدن به دهه پایانی، بویل پس از بازدید از دونگال و کانمارا از سرزمین مادری خود الهام گرفت، زمانی که شروع به به تصویر کشیدن سوژه‌ها و صحنه‌های ایرلندی کرد. دومین شاهکار این دوران، اسب سفید از ملاقات تصادفی با مردم محلی در سال ۱۹۴۹ الهام گرفته. شورای تشویق برای موسیقی و هنر (CEMA) این نقاشی را در سال ۱۹۵۰ خریداری کرد، و در نمایشگاهی از خریدهای CEMA در گالری در سال ۱۹۵۴ به نمایش درآمد. مجموعه ۲۴ عکس شامل آثاری از رومئو توگود، کالین میدلتون و سیدنی اسمیت و دیگران است.
نقاشی‌های روایی او در این دوره از مردم و داستان‌های عامیانه‌ای که در سفرهایش جمع‌آوری می‌کرد الهام می‌گرفت و او را به تصویر کشیدن کشاورزان و بافندگان و تولید نقاشی‌هایی سوق داد که شهرت هنری او را در اولستر تثبیت کرد. الهامات ادبی او در این زمان مارسل پروست، گارسیا لورکا، و بعدها فرانک اوکانر، فلان اوبراین و سیموس هینی بودند.
در سال ۱۹۴۹ او یک نمایش یک زن در گالری لجر لندن و دیگری در همان مکان در سال ۱۹۵۱ برگزار کرد. بویل به عضویت گروه منطقه ای هنرمندان و طراحان میدلند درآمد که با آنها در پاییز ۱۹۴۸ به نمایش گذاشت و همچنین در سال ۱۹۴۹ بویل با یک نمایشگاه انفرادی در گالری CEMA در بهار ۱۹۵۰ در اولستر به نمایش گذاشت. جایی که او خروس قرمز و قرمز را که در سال گذشته در گالری لجر مورد تحسین منتقدان قرار گرفت را به نمایش گذاشت. گالری شهرداری بلفاست در روز افتتاحیه نمایشگاه سال ۱۹۵۰ ، Washers سیب زمینی، Connemara را خریداری کرد. بویل بار دیگر با CEMA در سال ۱۹۵۲ و بار دیگر در گالری شهرداری بلفاست در سال 1959 داده شد.
کمیته شورای هنر اسکاتلند از نمایشگاه نقاشی معاصر اولستر در ادینبورگ استقبال کرد که بویل در آن در کنار جورج کمبل، جرارد دیلون، پل نیچه و نویل جانسون حضور داشت. پیشگفتار کاتالوگ توسط شاعر، منتقد و متصدی، جان هویت نوشته شده‌است. بویل در سال ۱۹۵۸ نمایشگاهی از آبرنگ‌ها را در گالری واکر لندن ارائه کرد. او در سال ۱۹۵۸ به عضویت انجمن سلطنتی هنرمندان بریتانیا انتخاب شد. بین سال‌های ۱۹۵۸ و ۱۹۶۲ بویل در مجموع بیست و شش اثر را با انجمن سلطنتی هنرمندان بریتانیا به نمایش گذاشت.
کمیته شورای هنر اسکاتلند از نمایشگاهی از نقاشی معاصر اولستر در ادینبورگ استقبال کرد که بویل در آن در کنار جورج کمبل، جرارد دیلون، پل نیچه و نویل جانسون حضور داشت. پیشگفتار کاتالوگ توسط شاعر، منتقد و متصدی، جان هویت نوشته شده‌است. بویل در سال ۱۹۵۸ نمایشگاهی از آبرنگ‌ها را در گالری واکر لندن ارائه کرد. او در سال ۱۹۵۸ به عضویت انجمن سلطنتی هنرمندان بریتانیا انتخاب شد. بین سال‌های ۱۹۵۸ و ۱۹۶۲ بویل در مجموع بیست و شش اثر را با انجمن سلطنتی هنرمندان بریتانیا به نمایش گذاشت.

## مرگ و میراث
آلیشیا بویل در ژانویه ۱۹۹۷ در دوبلین، ایرلند درگذشت. دارایی بویل بعداً ۴۰۷۴۷۰ پوند ارزش گذاری شد. بویل از سال ۱۹۳۶ تا ۱۹۹۶ یکصد و بیست و پنج کتاب طراحی و شش روغن را به مجموعه ملی ایرلند به ارث برد. بویل زندگی و کار خود را در سال ۱۹۸۸ خلاصه کرد، زمانی که به نایل مک موناگل گفت: «این سفری از طریق خط و رنگ بوده‌است.»
آثار او در مجموعه‌های عمومی متعددی از جمله نقاشی‌ها در بیمارستان‌ها، موزه و گالری هنر نورث همپتون، گالری و موزه هنر هربرت، گالری هنری ابوت هال، گالری هنر کرافورد، خدمات مدنی ایرلند شمالی، موزه اولستر، موزه قلعه ناتینگهام، موزه ملی نگهداری می‌شوند. گالری ایرلند و مجموعه ملی خود پرتره ایرلند.